# Sredna Gora
Sredna gora (bugarski: Средна гора) je planina u Bugarskoj. Najviša točka planine je vrh Goljam Bogdan (1604 m). Planina se nalazi između Zadbalkanske kotline i Trakijske nizine. Sredna Gora je srednje visoka planina i nalazi se u centralnoj Bugarskoj, kao i Stara planina. Sredna Gora na zapadu dostiže rijeke Iskar i na istoku do zavoj rijeke Tundža, koja se nalazi sjeverno od grada Jambol. Planina je 285 km duga, a najveće širine je oko 50 kilometara. Srednja gora se sastoji iz tri dijela. Granice dijelova prolaze kroz klisure rijeke Topolnica i Strjama. Dijelovi planine su: Ihtimanska Sredna Gora, Saštinska Sredna Gora i Srnena Sredna Gora. Iz Sredne Gore izvire rijeke Topolnica, Luda Jana, Pjasačnik, Rahmanlijska, Omurovska i Sazlijka. Veće jezero u blizini planine je Topolnica. Za Sredne Gore karakteristične su široke livade i pašnjaci. Planina je poznata po svojim prekrasnim listopadnim šumama bukve i hrasta, nalazi se više graba, jasena, javora, i breze. U Srednoj Gori nalazi se značajna ležišta rude bakra (rudnik Asarel Medet, rudnik Elšica, rudnik Radka, itd.) i veliki broj mineralnih izvora - Hisar, Strelča, Panađurište i Banja.

## Vanjske poveznice
|  | Zajednički poslužitelj ima još gradiva o temi Sredna Gora |